# Naturschutzgebiete in Eswatini

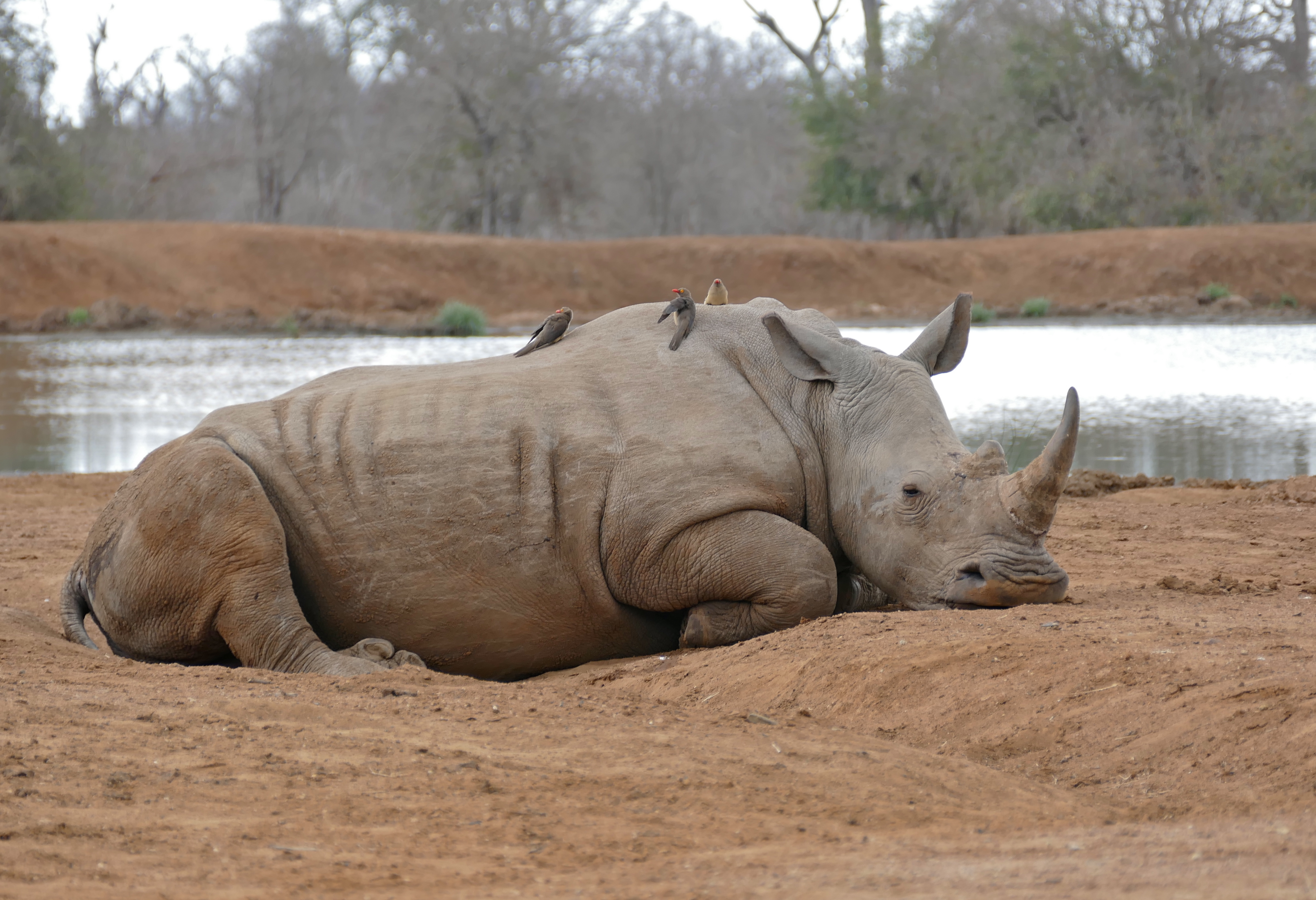
Breitmaulnashorn im Hlane Royal National Park

Naturschutzgebiete in Eswatini werden auf gesetzlicher Grundlage von der staatlichen eswatinischen Eswatini National Trust Commission (ENTC) proklamiert. Nationalparks fallen jedoch nicht unter die ENTC-Gesetze, sondern unterliegen dem Wildschutzgesetz. Die drei bekanntesten Nationalparks werden von Big Game Parks verwaltet.
Eswatini unterscheidet zwischen zwei verschiedenen Arten von Naturschutzgebieten:
- Naturschutzgebiete
- Sonstige Schutzgebiete
  - Nationalparks
  - Private Naturschutzgebiete
  - Nicht-proklamierte Natur- und Wildschutzgebiete

Vorgeschlagen ist eine neue Statusstruktur, die jedoch (Stand März 2021) noch nicht umgesetzt wurde.

## Naturschutzgebiete
| Name      | Größe (km²) | Proklamation | Besonderheiten | eswatinischer Status | Geplanter Status | IUCN-Kategorie    |
| --------- | ----------- | ------------ | -------------- | -------------------- | ---------------- | ----------------- |
| Malolotja | 162,92      | 1972         |                | Naturschutzgebiet    | Nationalpark     | II (Nationalpark) |
| Mantenga  | 7,17        | 1994         |                | Naturschutzgebiet    | Nationaldenkmal  | II (Nationalpark) |
| Mlawula   | 161,52      | 1977         |                | Naturschutzgebiet    | Nationalpark     | II (Nationalpark) |

## Sonstige Schutzgebiete
| Name                             | Größe (km²) | Proklamation | Besonderheiten                    | eswatinischer Status             | Geplanter Status        | IUCN-Kategorie          |
| -------------------------------- | ----------- | ------------ | --------------------------------- | -------------------------------- | ----------------------- | ----------------------- |
| Hlane Royal National Park        | 217,36      | 1967         | Big 4-Schutzgebiet Big Game Parks | Schutzgebiet nach dem Game Act   | Nationalpark            | II (Nationalpark)       |
| Mkhaya Game Reserve              | 100,5       | 1985         | Big Game Parks                    | Schutzgebiet nach dem Game Act   | Privates Naturreservat  | II (Nationalpark)       |
| Mlilwane Wildlife Sanctuary      | 45,6        | 1961         | Big Game Parks                    | Schutzgebiet nach dem Game Act   | Nationalpark            | II (Nationalpark)       |
| Phophonyane Conservancy          | 1,4         | 2013         |                                   | Privates Naturschutzgebiet       | Landschaftsschutzgebiet | IV (Geschütztes Gebiet) |
| Emantini Nature Reserve          | 13,81       | 2013         |                                   | Privates Naturschutzgebiet       | –                       | IV (Geschütztes Gebiet) |
| Libetse Nature Reserve           | 15,76       | 2013         |                                   | Privates Naturschutzgebiet       | –                       | V (Geschütztes Gebiet)  |
| Lomati Nature Reserve            |             |              |                                   | Privates Naturschutzgebiet       | –                       |                         |
| Lubuyane Nature Reserve          |             |              |                                   | Privates Naturschutzgebiet       | –                       |                         |
| Mbuluzi Game Reserve             | 23,57       | 2013         |                                   | Nicht-proklamierte Schutzgebiete | Privates Naturreservat  | IV (Geschütztes Gebiet) |
| Muti Muti Nature Reserve         |             |              |                                   | Nicht-proklamierte Schutzgebiete | Privates Naturreservat  |                         |
| Nisela                           | 11,47       | 2013         |                                   | Nicht-proklamierte Schutzgebiete | Privates Naturreservat  | IV (Geschütztes Gebiet) |
| Shewula Community Nature Reserve |             |              |                                   | Nicht-proklamierte Schutzgebiete | Naturreservat           |                         |

Zudem kennt die IUCN noch folgende eswatinische Schutzgebiete:
- Big Bend Conservancy – V (Geschütztes Gebiet)
- Dombeya Game Reserve – IV (Geschütztes Gebiet)
- Mhlosinga Game Reserve – IV (Geschütztes Gebiet)
- Nkonyeni Game Reserve Reserve – V (Geschütztes Gebiet)
- Panata Ranch – V (Geschütztes Gebiet)
- IYSIS Ranch – V (Geschütztes Gebiet)
- Royal Jozini Big 6 – IV (Geschütztes Gebiet)
- Sibetsamoya Game Reserve – IV (Geschütztes Gebiet)
- Wide Horizon Nature Reserve – V (Geschütztes Gebiet)